# Павловка (Атюрьевский район)
Павловка — деревня в Атюрьевском районе Республики Мордовия. Входит в состав Новочадовского сельского поселения.

## История
В «Списке населённых мест Тамбовской губернии за 1866» Павловка владельческая деревня из 25 дворов входящая в состав Темниковского уезда.

## Население
| 2002 | 2010 |
| ---- | ---- |
| 13   | ↘6   |

Национальный состав
Согласно результатам Всероссийской переписи населения 2002 года, в национальной структуре населения русские составляли 97 %.